# みうらじゅんのMJ RADIOアワー
みうらじゅんのMJ RADIOアワー（みうらじゅんのエムジェー・レディオ・アワー）は、2009年10月10日から2010年3月20日まで、TBSラジオで放送されていたラジオ番組。

## ラジオパーソナリティ
- みうらじゅん
本番組ではDJ（ディスクジョッキー）的要素を含む。

## 概要
2009年度のプロ野球シーズンオフの番組として放送。番組名はボブ・ディランの『THEME TIME RADIO HOUR』を元にしている。毎週一つのテーマを定めて、それについてみうらが自身の経験をもとに語るとともに、トークの合い間にはみうら独特の選曲によりテーマにちなんだ曲を流している。また番組は公式サイト上でポッドキャスティングでも配信されている。オープニングにはMJを略称とするマイティージャックの主題歌を使用。
みうらは2007年度プロ野球シーズンオフにも『みうらじゅんの「サブカルジェッター」〜2番目がいいんじゃない』を担当していたが、ゲストを招いて対談をする形式の同番組とは異なり当番組ではみうらの一人語りとなっている。

## 放送時間
- 土曜日 20:00-20:55（JST）
2009年12月26日は、特別番組「JUNK 年末スペシャル 有馬記念座談会」の為お休み。

## テーマ
| 回数   | 放送日         | テーマ                     |
| ------ | -------------- | -------------------------- |
| 第1回  | 2009年10月10日 | 地獄                       |
| 第2回  | 2009年11月14日 | 地獄                       |
| 第3回  | 2009年11月21日 | マイナス東京               |
| 第4回  | 2009年11月28日 | ホテル                     |
| 第5回  | 2009年12月5日  | ベッド                     |
| 第6回  | 2009年12月12日 | 生まれ変わりたくない生き物 |
| 第7回  | 2009年12月19日 | 穴                         |
| 第8回  | 2010年1月2日   | けだもの                   |
| 第9回  | 2010年1月9日   | ボブ・ディラン特集         |
| 第10回 | 2010年1月16日  | 別れ                       |
| 第11回 | 2010年1月23日  | おセンチ                   |
| 第12回 | 2010年1月30日  | 人の嫁が嫌い               |
| 第13回 | 2010年2月6日   | なかにし礼特集             |
| 第14回 | 2010年2月13日  | 信仰                       |
| 第15回 | 2010年2月20日  | イメージ通りの京都特集     |
| 第16回 | 2010年2月27日  | 胸                         |
| 第17回 | 2010年3月6日   | 中央線                     |
| 第18回 | 2010年3月13日  | 夢                         |
| 第19回 | 2010年3月20日  | TBSにも置いてない音源      |